# 喬佐·希姆諾維奇
喬佐·希姆諾維奇（1994年8月4日—）是一位克羅地亞足球運動員。在場上的位置是中後衛。他也代表克羅地亞國青隊參賽。